# Autostrada Interoceaniczna
Autostrada Interoceaniczna (hiszp. La Carretera Interoceánica) - projektowana oś drogowa łącząca Brazylię i Peru poprzez terytorium Boliwii. Autostrada Interoceaniczna jest pomyślana jako stymulator rozwoju ekonomicznego wspomnianych już krajów. Jest strategicznym porozumieniem pomiędzy tymi dwoma krajami (Boliwia pełni tutaj minimalną rolę), który da im dostęp do dwóch oceanów. Całkowity koszt przedsięwzięcia przekracza 1, 3 miliarda dolarów. Pozwoli tym krajom uzyskać dostęp do nowych rynków zbytu. Peru uzyska bardziej bezpośredni dostęp do Afryki i Europy, podczas gdy Brazylia otrzyma bardziej bezpośredni kontakt z Ameryką Środkową i Azją. Zakończenie budowy jest przewidziane na 2009 rok.

## Historia

### Pierwsza unia drogowa
Jako początek Autostrady rząd brazylijski zaczął budowę mostu na rzece Acre, który połączy peruwiańskie Iñapari z brazylijskim Assiz. Otwarcie budowy nastąpiło pod koniec listopada 2005 roku w obecności prezydentów Alejandra Toledo, Inácia Lula da Silvy i Eduarda Rodrígueza Veltzé.

### Historyczne znaczenie
Budowa tej Autostrady oznacza pierwszą pracę drogową Ameryki Południowej i pierwsze trójstronne dzieło między członkami Unii Narodów Południowoamerykańskich. Według byłego kancelarza peruwiańskiego Manuela Rodrígueza Cuadrosa (który pracował nad zarządzaniem na początku budowy, aż do zastąpienia go przez Fernanda Oliverę), jest konkretnym dziełem, które odzwierciedla doskonałe stosunki między Brazylią i Peru. Wspomniał on także, że pomysł ten czekał 30 lat na realizację, której przeszkadzały problemy polityczne Peru.

## Odcinki
Projekt budowy został podzielony na pięć odcinków:
- San Juan de Marcona – Urcos, 763 km,
- Urcos – Inambari, 300 km,
- Inambari – Iñapari, 403 km,
- Iñapari – Azángaro, 306 km,
- Ilo-Juliaca, Matarani-Azángaro, i Puente Gallatini-Humajalso, 814 km.

## Dane
- Autostrada Interoceaniczna osiągnie długość 2 586 km.
- W jej skład wejdą 22 mosty.
- Pozwoli uzyskać Brazylii upragniony dostęp do Pacyfiku, za pośrednictwem peruwiańskich portów w Marcona, Matarani i Ilo.
- Pozwoli uzyskać Peru strategiczny dostęp ekonomiczny do Atlantyku, za pośrednictwem portów brazylijskich w Rio de Janeiro i Santos.
- Koszt budowy przekracza 1,3 miliarda dolarów amerykańskich, część analityków przewiduje wyższy koszt.
- Zakończenie prac konstrukcyjnych wyzanczono na 2009 rok.

## Krytyka
Według niektórych analityków obydwa kraje nie przewidziały możliwego zgubnego wpływu Autostrady na środowisko naturalne (m.in. Cusco i Płaskowyż Boliwijski).
Wiele organizacji pozarządowych wyraziło zaniepokojenie podjęciem niewielkiego wysiłku nad pracami badającymi wpływ inwestycji na środowisko (deforestacja, nielegalne polowania i połowy, erozja gleby, utrata bioróżnorodności) i społeczeństwo (szkody, które będą wyrządzone tubylcom, nielegalne uprawy, handel narkotykami i bronią, niewolnictwo, prostytucja).